# Julia Mühlbacher
Julia Mühlbacher (Braunau am Inn, 2 agosto 2004) è una saltatrice con gli sci austriaca.

## Biografia
Originaria di Schalchen e attiva dal luglio del 2016, la Mühlbacher ha vinto la medaglia d'oro nella gara a squadre ai Mondiali juniores di Oberwiesenthal 2020 e ha esordito in Coppa del Mondo il 18 dicembre dello stesso anno a Ramsau am Dachstein (34ª); ai Mondiali juniores di Lahti/Vuokatti 2021 ha nuovamente conquistato la medaglia d'oro nella gara a squadre, a quelli di Zakopane/Lygnasæter 2022 la medaglia d'oro nella gara a squadre mista e a quelli di Whistler 2023 la medaglia di bronzo nel trampolino normale. Ha conquistato il primo podio in Coppa del Mondo il 18 febbraio 2023 a Râșnov (3ª) e ai successivi Mondiali di Planica 2023, sua prima presenza iridata, ha vinto la medaglia d'argento nella gara a squadre e si è classificata 11ª nel trampolino normale e 18ª nel trampolino lungo; l'anno dopo ai Mondiali juniores di Planica 2024 ha vinto la medaglia d'oro nella gara a squadre mista e quella d'argento nel trampolino normale. Ai Mondiali di Trondheim 2025 ha vinto la medaglia d'argento nella gara a squadre e si è piazzata 20ª nel trampolino normale e 18ª nel trampolino lungo; non ha preso parte a rassegne olimpiche.

## Palmarès

### Mondiali
- 2 medaglie:
  - 2 argenti (gara a squadre a Planica 2023; gara a squadre a Trondheim 2025)

### Mondiali juniores
- 6 medaglie:
  - 4 ori (gara a squadre a Oberwiesenthal 2020; gara a squadre a Lahti/Vuokatti 2021; gara a squadre mista a Zakopane/Lygnasæter 2022; gara a squadre mista a Planica 2024)
  - 1 argento (trampolino normale a Planica 2024)
  - 1 bronzo (trampolino normale a Whistler 2023)

### Coppa del Mondo
- Miglior piazzamento in classifica generale: 19ª nel 2024
- 1 podio (individuale):
  - 1 terzo posto